# シティ・ホール駅 (IRTレキシントン・アベニュー線)
シティ・ホール駅 (シティ・ホールえき、英語: City Hall) あるいはシティ・ホール・ループ駅 (シティ・ホール・ループえき、英語: City Hall Loop) はニューヨーク市地下鉄IRTレキシントン・アベニュー線の廃駅である。駅はIRTが建設し、"マンハッタン本線"（Manhattan Main Line、現在のレキシントン・アベニュー線とブロードウェイ-7番街線）の南側終着駅として1904年10月27日に開業した。駅はマンハッタン区シヴィック・センターのニューヨーク市庁舎正面の公共エリアの地下に位置し、新しい地下鉄の象徴となるように設計された。ホーム・改札階には天窓や色付きガラス、真鍮製のシャンデリアなどで装飾されており、 ラファエル・グアスタビノ (Rafael Guastavino) が設計した駅舎はニューヨーク市地下鉄内では珍しいロマネスク・リヴァイヴァル建築様式となっている。
ホームはカーブ上にあり、地下鉄の乗客が増えるにつれ非効率であると判明した5両編成の列車しか入線できなかった。増加し続ける乗客とそれに伴い増結された長い編成の列車に対応できず、北側隣駅のブルックリン・ブリッジ-シティ・ホール駅と近い位置にあったため駅は1945年12月31日に旅客営業を停止した。しかし、駅自体はブルックリン・ブリッジ-シティ・ホール駅止まりの6系統と<6>系統の折り返しに使用されている。

## 歴史

### 建設
駅の建設は1900年3月24日、ニューヨーク市庁舎正面階段での当時のニューヨーク市長ロバート・ヴァン・ウィックによる式典と共に開始された。建設が終了した後、当駅はニューヨーク市地下鉄全体の建設の成果を記した記念銘板を掲げる場所に選ばれた。ホームの上階の改札口には、もう存在しない装飾されたオーク木材製のきっぷ売り場があった。
1904年10月26日、ジョージ・B・マクレラン・ジュニア市長も参列した開業式典が行われ、翌日の27日より駅は営業を開始した。同日午後2時35分頃、1番列車はマクレラン市長と15,000人を超える乗客を乗せて駅を出発した。当時の警察長官マカドゥーはこの日、ニューヨーク市内の警察官はあまりの混雑から1日中勤務していたと語っている。現在、ニューヨーク市庁舎前の道路で1900年の地下鉄の記念碑を見ることができる。
当時、駅は"シティ・ホール・ループ駅"とも呼ばれていた。この駅は他の地下鉄駅と違い、背の高いタイルのアーチ、真鍮製のシャンデリア、天窓、多くの色のタイルがホームを彩っていた。天窓は3箇所あり、アメジストガラスが嵌め込まれていた。ただし、第二次世界大戦中は安全を確保するため天窓はタールで黒く塗られていた。

### 廃止

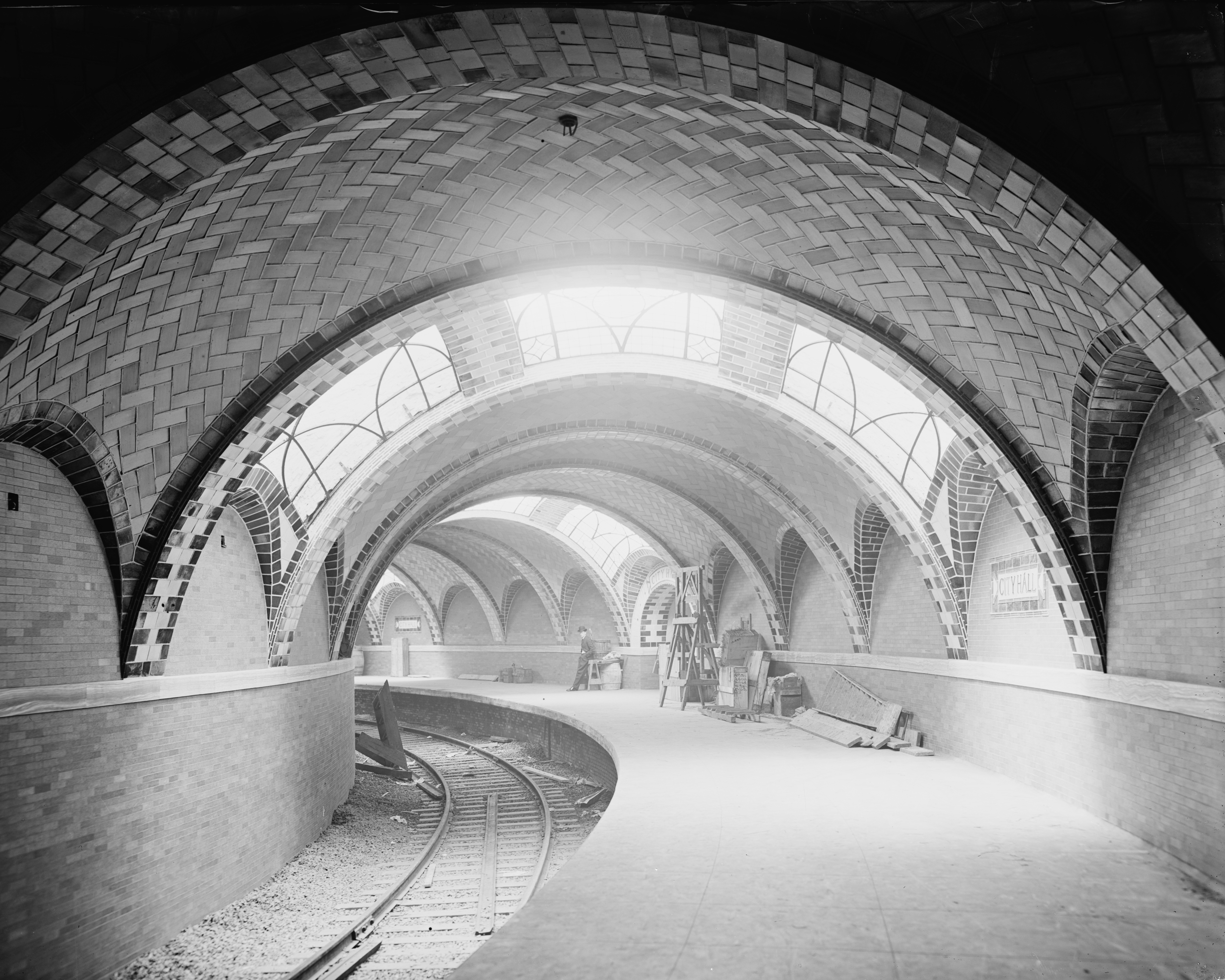
1900年代初頭の駅ホーム

地下鉄の開業から数年が経つと開業当初から地下鉄利用客は大幅に増え、1940年代から1950年代初頭にかけては増え続ける乗客に対して輸送力が足りなくなったため編成両数を増やし多くの駅でホーム有効長の延長が行われるようになった。しかし、当駅はきついカーブ上に位置しているためホームの延長が非常に困難であることからホームの延長はなされなかった。また、当時導入が進められていた新型車両は各車両両端だけではなく中央にもドアがあり、中央のドアはホームとの間に大きな隙間ができて危険であることから、同様の問題を抱えていたサウス・フェリー・ループス駅やブルックリン・ブリッジ-シティ・ホール駅（撤去済）、タイムズ・スクエア駅、14丁目-ユニオン・スクエア駅のように可動式ギャップフィラーが導入された。
当駅はその豪華な内装とは裏腹に、そこまで重要な駅というわけでは無かった。最終営業年の1945年には1日あたり僅か600人しか利用客はおらず、地下鉄は24時間営業ながら深夜帯は全列車が当駅ではなくサウス・フェリー・ループス駅を終着駅としていたことから閉鎖されていた。北隣のブルックリン・ブリッジ-シティ・ホール駅はシティ・ホール・パークを挟んですぐの場所に位置し、かつブルックリン区方面への列車と普通・急行の両種別が停車することから利便性が良く、当駅よりも圧倒的に乗客が多かった。駅を近代の建築基準を満たすために必要とする大規模な改装とそれに掛かる費用・期間と駅の利用者数を考えると市は駅を廃止した方が良いと判断し、1945年12月31日をもって駅は廃止された。

### 現状
1995年4月、連邦政府は当駅で"Day 1 of the IRT"と"Beneath City Hall"といった駅構内を巡る人気のツアーが組まれていることから補助金を出しニューヨーク交通博物館の別館として駅を公開しようと考えた。しかし、1998年末にアメリカ大使館爆破事件が発生すると、ニューヨーク市庁舎周辺の安全保障上のリスクがあることから、当駅はルドルフ・ジュリアーニ市長により"非常に安全" (highly secure) な場所とされ、万が一の避難場所として使うために交通博物館別館計画は破棄され、駅を巡るツアーも数年間中止された。
地上から駅の構造を確認しようとした場合、見ることができるのはホームの天窓である。これはブロードウェイ付近、市庁舎正面にあるハナミズキの茂みの中央にある。2004年には地下鉄開業100周年記念として駅から地上への階段の1つが近代的な物に改装され、駅構内が一般向けに公開された。このような場合を除き、基本的に駅は緊急脱出口として機能している。また、2006年よりニューヨーク交通博物館職員により駅構内を巡るツアーが再開されている。しかし、現時点ではツアーに参加することができるのは交通博物館の会員登録者のみで、予約必須の前払い方式となっている。
また、ホームに降り立つことはできないが、ブルックリン・ブリッジ-シティ・ホール駅止まりの南行6系統と<6>系統が折り返しで当駅を通過するため、この列車に乗っていればやがて進行方向右側にホームを確認することができる。この折り返し列車では乗客は必ずしも降車する必要がなく、かつて6系統・<6>系統に充当されている車両で大多数を占めていたR142A形電車ではブルックリン・ブリッジ-シティ・ホール駅到着時に「この駅はこの電車最後のダウンタウン（南側）の停車駅です。この電車の次の停車駅はブルックリン・ブリッジ-シティ・ホール駅アップタウン（北行）ホームです。(This is the last downtown stop on this train. The next stop on this train will be Brooklyn Bridge–City Hall on the uptown platform.)」といった自動放送が流されている。2018年現在、6系統・<6>系統のほぼ全ての列車に充当されるR62A形電車では車掌による肉声放送で同じような案内がなされている。

## 駅構造
| G           | -                  | 地上階                                            |
| P ホーム 階 | 単式ホーム、不使用 | 単式ホーム、不使用                                |
| P ホーム 階 | 北行緩行線         | ← 通過（ブルックリン・ブリッジ-シティ・ホール駅） |

駅はラファエル・グアスタビノにより設計されている。駅の建設を請け負ったのはHeins＆LaFarge社であった。駅は元IRTの駅としては珍しくロマネスク・リヴァイヴァル建築様式を採用している。駅は2009年11月に、旅行雑誌Travel + Leisureの"世界で最も美しい地下鉄駅"のリストで12位にランクインしている。
駅は単式ホーム1面とラケット型ループ線1線を有した1面1線の地下駅である。駅の北側、ブルックリン・ブリッジ-シティ・ホール駅まではレキシントン・アベニュー線は複々線となっている。西から順に南行緩行線・南行急行線・北行急行線・北行緩行線の順番に並んでいる。ブルックリン・ブリッジ-シティ・ホール駅南側では、南北急行線はそのまま南へ向かいフルトン・ストリート駅、ウォール・ストリート駅と順番に停車して行くが、緩行線は南行緩行線が留置線2線と当駅への線路に分岐し、当駅を通過してループ線を通過し北行緩行線となって再度ブルックリン・ブリッジ-シティ・ホール駅へと入る。

## ポップカルチャー
2016年に公開された映画『ファンタスティック・ビーストと魔法使いの旅』では当駅はクライマックスシーンの舞台として使われている。駅はクライマックスの中で爆破されてしまうが、魔法使いコミュニティの存在を秘密に保つためにそれまでに破壊された都市の他の部分と共に修復されている。なお、作中では当駅は線路を2線有している駅となっているが、実際には1線しか有していない。